# آلدو پوی
آلدو پوی (انگلیسی: Aldo Poy؛ زادهٔ ۱۴ سپتامبر ۱۹۴۵) بازیکن فوتبال اهل آرژانتین است.
از باشگاه‌هایی که در آن بازی کرده‌است می‌توان به باشگاه فوتبال روساریو سنترال اشاره کرد.
وی همچنین در تیم ملی فوتبال آرژانتین بازی کرده‌است.